# Energía eólica en España

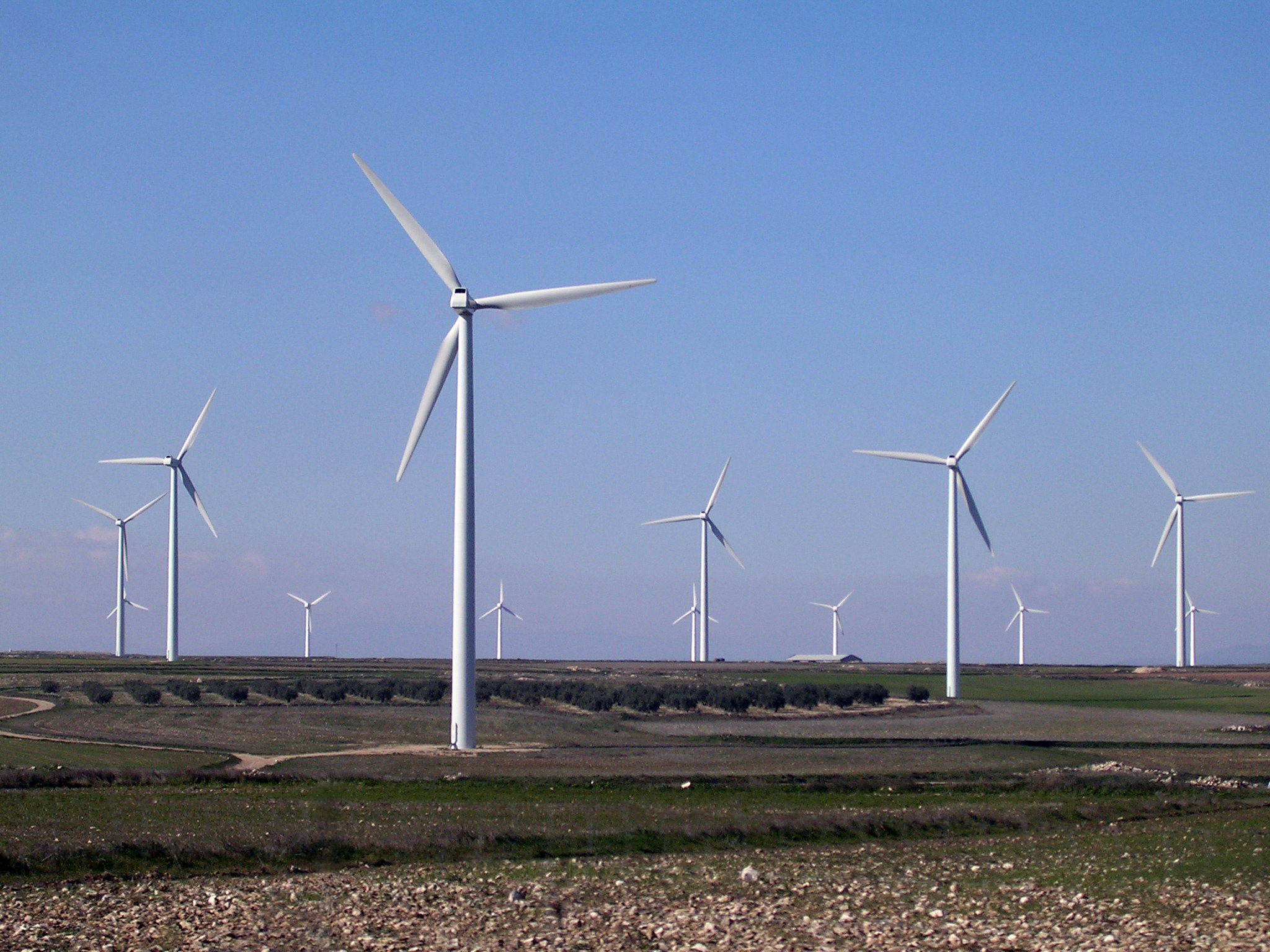
Parque eólico La Muela (Zaragoza)

La energía eólica en España es una fuente de energía eléctrica renovable en la que España ha sido pionera, produciendo en 2007 el 20 % de la electricidad eólica mundial, y convirtiéndose en líder en investigación y desarrollo de esta tecnología.
Desde la década de 2000 ha sufrido un aumento espectacular, incentivada por una legislación que estimulaba fuertemente las investigaciones y las inversiones en este sector (Real Decreto 661/2007, de 25 de mayo) mediante primas.
A finales de 2023, la potencia eólica instalada era de 30 810 MW (24,5 % de la potencia bruta instalada del sistema eléctrico nacional), cubriendo ese año el 49,8 % de la demanda eléctrica. situandose como la primera fuente de energía en generación, seguida de la nuclear con un 43,2 %, y de la de ciclo combinado con un 36,7 %.
| 0 MW >0 MW | >500 MW >1000 MW | >3000 MW >4000 MW | >5000 MW >6000 MW |

Potencia instalada de energía solar eólica en España en 2023, por comunidades autónomas

El 28 de diciembre de 2020 se produjo el máximo histórico de producción instantánea: 19 588 MW a las 14:28, un 3,76 % superior respecto al anterior récord anotado el 12 de diciembre de 2019 con 18 879 MW. Asimismo, se produjo ese día el máximo de producción horaria con 19 569 MWh entre las 14 y las 15 horas.

## Marco legal
En 2011, el Gobierno de España aprobó en el Plan Nacional de Energías Renovables unos objetivos eólicos de 35 000 MW instalados para 2020 en eólica terrestre y 3000 MW instalados para 2020 en eólica marina.
En 2005, el Gobierno de España aprobó una nueva ley nacional con el objetivo de llegar a los 20 000 MW de producción en 2010. El plan energético español preveía generar el 30 % de la energía eléctrica nacional mediante energías renovables hasta llegar a los 20,1 GW en 2010 y los 36 GW en 2020.
Se esperaba que la mitad de esta energía provenga del sector eólico, con lo que se evitaría la emisión de 77 millones de toneladas de dióxido de carbono a la atmósfera.

## Potencia instalada
La potencia instalada de eólica alcanzó en 2023 los 30 810 MW, un 2,2 % más con respecto al 2022, hasta cubrir el 23,5 % (62 569 GWh) de la demanda de energía eléctrica en 2023, un 2,2 % más que en 2022.
Entre 2012 y 2018, años del Gobierno de Mariano Rajoy, del Partido Popular, se instaló muy poca nueva potencia de energía eólica. Apenas tuvo crecimiento.
En 2019, la eólica evitó la emisión de 28 millones de toneladas de CO2. A 7 de septiembre de 2024, hay instalados 1345 parques eólicos en 1053 municipios.
Factor de carga
Con una potencia instalada de 23 020 MW y una generación anual de 48 109 GWh durante 2015, el factor de carga del parque eólico español fue de aproximadamente el 23,9 %.
Potencia instalada y producción eléctrica con eólica (1990-2022)
Datos nacionales desde 2006, anteriores solo península.
Potencia instalada y producción eléctrica con hidroeólica (1990-2022)
Datos nacionales desde 2006, anteriores solo península

## Producción de energía eléctrica
A finales de 2023, la potencia eólica instalada era de 30 810 MW (24,5 % de la potencia bruta instalada del sistema eléctrico nacional), cubriendo ese año el 49,8 % de la demanda eléctrica. situandose como la primera fuente de energía en generación, seguida de la nuclear con un 43,2 %, y de la de ciclo combinado con un 36,7 %.
España es el segundo productor de energía eólica en Europa, después de Alemania, y el quinto del mundo, detrás de China, Estados Unidos, Alemania e India. Esto es debido a un marco regulatorio estable, un mejor conocimiento de los recursos, y una mejora en la tecnología, que ha propiciado una considerable reducción de la inversión inicial, el mantenimiento, y la explotación.
La penetración de la eólica en la cobertura de la demanda eléctrica se ha incrementado de forma constante en los últimos años
| Porcentaje de cobertura de la generación de electricidad por energía eólica en España |
|                                                                                       |
| Fuente: Red Eléctrica de España                                                       |

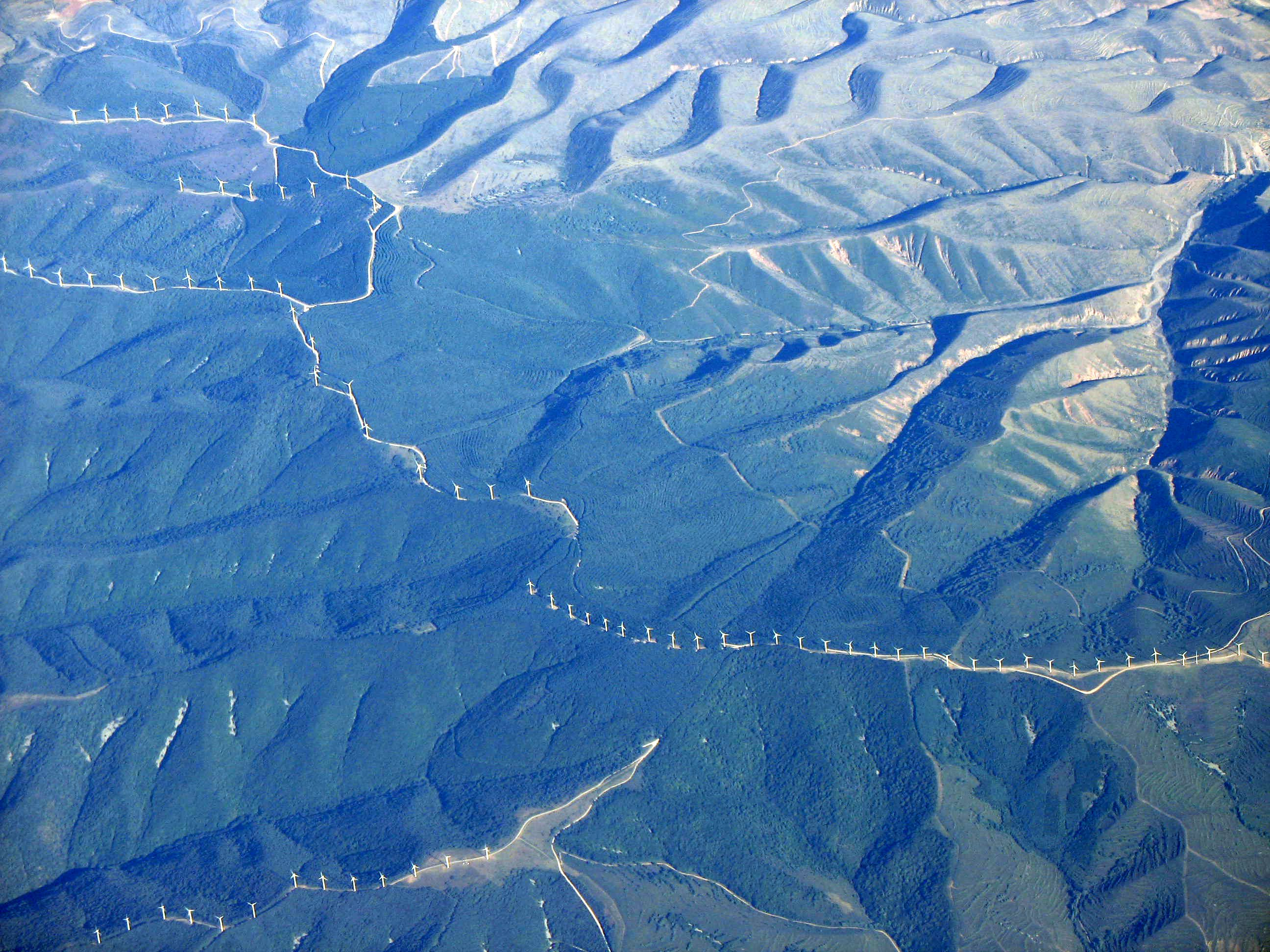
Vista aérea del parque eólico Cabimonteros en la Sierra de Gredos, provincia de Ávila, Castilla y León

Cabe señalar que durante el año 2009 la generación de energía de origen eólico fue superior a la del carbón (con un 14,5 % frente a un 12,1 % de esta última), convirtiéndose así en la tercera fuente de energía por detrás del ciclo combinado y la nuclear.
En cuanto a la generación de energía eólica instantánea, REE dispone de una aplicación para visualizar la producción eólica en tiempo real y un archivo histórico.

### Fechas históricas
En el mes de marzo de 2011, la energía eólica se convirtió por primera vez en la primera fuente de generación eléctrica de España, cubriendo el 21 % de la demanda total del mes.

En abril de 2012, la energía eléctrica generada de origen eólico alcanzó el 25,7 % de la demanda total del mes, con lo que superó tanto a la de origen nuclear (24,5 %) como a la suma de las del carbón y el ciclo combinado (12 % y 10,5 % respectivamente; 22,5 % en total).

#### Máximo actual
Durante el 8 de diciembre de 2021 a las 13:40 se produjo el máximo histórico de producción instantánea con 20 034 MW. Esta es una potencia superior (más del doble) a la capacidad de generación de las seis centrales nucleares que hay en España (7 742 MW) que suman 8 reactores.

#### Máximos anteriores
El 29 de enero de 2015 a las 19:27 se produjo el anterior máximo histórico de producción instantánea con 17 553 MW. Ese mismo día, se produjo así mismo el máximo de producción energética horaria hasta entonces con 17 436 MWh entre las 19:00 y las 20:00 horas. El 30 de enero de 2015 se marcó el máximo de producción diaria con 357 741 MWh.
En la madrugada del domingo 8 de noviembre de 2009, por primera vez, más del 50 % de la electricidad producida en España fue generada por la energía eólica, batiéndose asimismo el récord total de producción, con 11 546 MW eólicos a las 14:30. Se registraron 251 543 MWh de energía eólica producida diaria, el 44,9 % de la demanda eléctrica de ese día.
El anterior máximo de potencia instantánea, 16 636 MW, se produjo el 18 de abril de 2012. El de producción eólica horaria con 16 455 MWh se produjo ese mismo día entre las 17 y las 18 horas y el de producción diaria con 334 850 MWh tuvo lugar el 22 de enero de 2009, con 234 059 MWh.
El 24 de febrero de 2010 la energía eólica batía a las 11:20 horas un nuevo récord de producción instantánea, con 12 902 MW; y la máxima energía de generación de electricidad con 270 420 MWh producidos, gracias al fuerte viento que azotó gran parte de la península.
El 9 de noviembre de 2010 se produjo el máximo histórico de producción instantánea hasta ese momento con 14 962 MW a las 14:46 lo cual supuso el 46,65 % de la generación instantánea. Asimismo se produjo ese día el máximo de producción energética horaria hasta ese momento con 14 752 MWh entre las 14 y las 15 horas y de producción diaria con 315 258 MWh.

## Fabricantes españoles

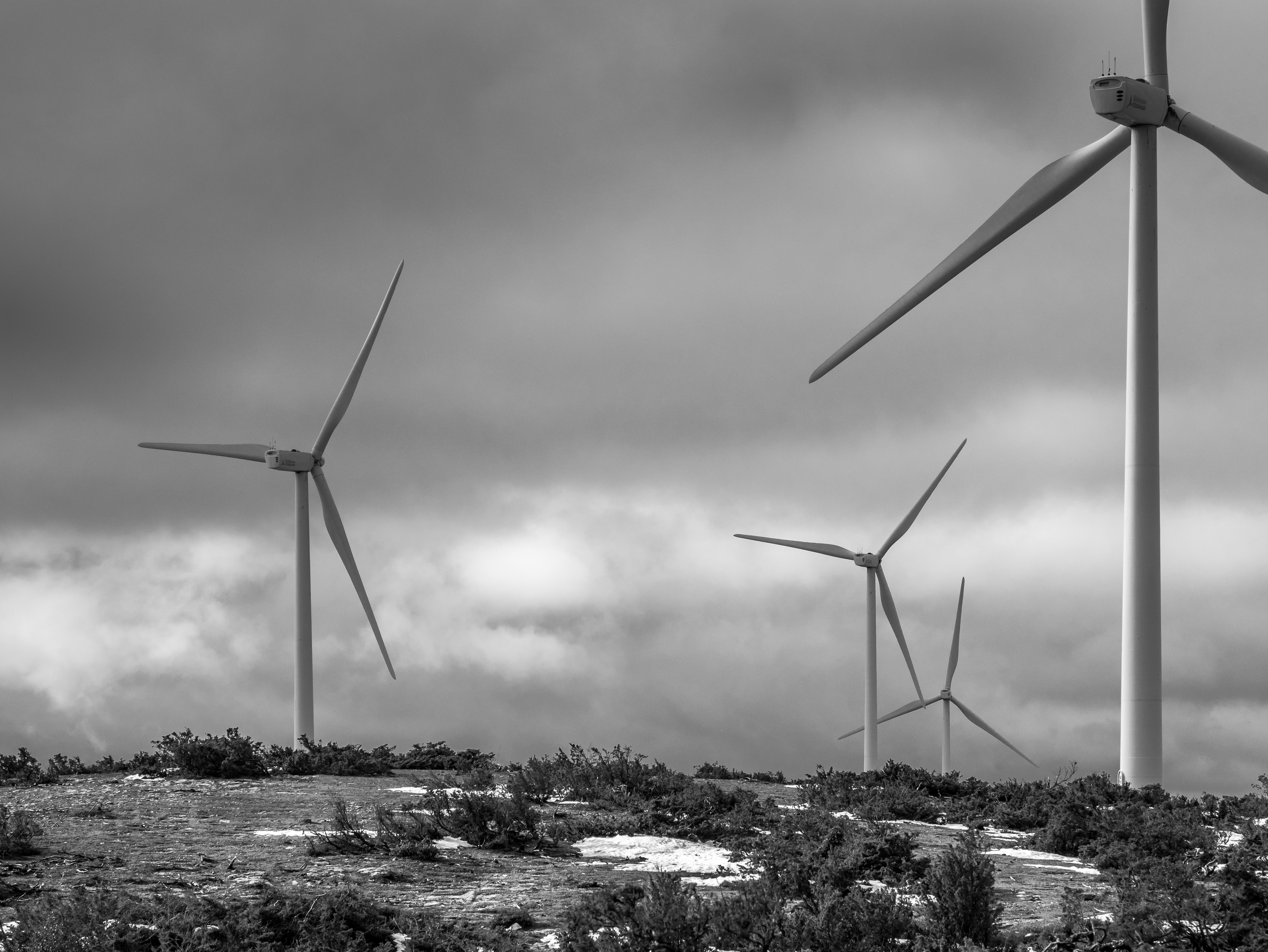
Aerogeneradores Alstom-Ecotècnia Eco80

Existen al menos 4 fabricantes de aerogeneradores de gran tamaño en España que suman 50 GW de potencia instalada en todo el mundo.
Acciona Windpower ha fabricado más de 4600 MW de potencia y está presente en 18 países de los 5 continentes. Cuenta con fábricas en España, Estados Unidos y Brasil.
Aunque adquirida en 2015 por GE, Alstom Wind deriva de la anterior empresa Ecotècnia, absorbida por Alstom en 2007. Hasta el día de hoy[¿cuándo?] cuenta con una potencia instalada cercana a los 6500 MW.
Gamesa es el mayor fabricante español con casi 33 000 MW instalados en 54 países. Cuenta con fábricas en España, China, India y Brasil.
A partir del desarrollo de un sistema automatizado para la fabricación de palas, MTorres se lanza a la fabricación de sus propios aerogeneradores en el año 2000. Cuenta con diversos parques a lo largo de la geografía española.

## Vehículos eléctricos
La Asociación Empresarial Eólica (AEE) ha presentado a la convocatoria del Plan Nacional de I+D+I el proyecto REVE (Regulación Eólica con Vehículos Eléctricos). Los vehículos eléctricos puros e híbridos enchufables se dejarían recargar durante la noche, para aprovechar así mejor la energía de los aerogeneradores, y podrían volver a verter a la red la electricidad acumulada luego de día a mayor precio.